# Ometepe
Ometepe je otok u jezeru Nikaragva u Nikaragvi. Otok se sastoji od dva vulkana Concepción i Maderas. Ometepe ima površinu od 276 km². Dug je 31 km, a širok od 5 do 10 km. 
Na otoku živi 42.000 stanovnika koji se pretežno bave: stočarstvom, poljoprivredom i turizmom. 